# كيتي باتلر
كيتي باتلر (بالإنجليزية: Katy Butler)‏ هي كاتِبة أمريكية، ولدت في 1949.

## وصلات خارجية
- الموقع الرسمي